# Chrysichthys longipinnis
Chrysichthys longipinnis är en fiskart som först beskrevs av Boulenger, 1899.  Chrysichthys longipinnis ingår i släktet Chrysichthys och familjen Claroteidae. Inga underarter finns listade i Catalogue of Life.